# Цирковлян
46°20′ пн. ш. 16°39′ сх. д. / 46.34° пн. ш. 16.65° сх. д.
Цирковлян (хорв. Cirkovljan) — населений пункт у Хорватії, в Меджимурській жупанії у складі міста Прелог.

## Населення
Населення за даними перепису 2011 року становило 818 осіб.
Динаміка чисельності населення поселення:

## Клімат
Середня річна температура становить 10,52 °C, середня максимальна – 24,52 °C, а середня мінімальна – -5,69 °C. Середня річна кількість опадів – 801 мм.
| Клімат поселення                              | Клімат поселення | Клімат поселення | Клімат поселення | Клімат поселення | Клімат поселення | Клімат поселення | Клімат поселення | Клімат поселення | Клімат поселення | Клімат поселення | Клімат поселення | Клімат поселення | Клімат поселення |
| Показник                                      | Січ.             | Лют.             | Бер.             | Квіт.            | Трав.            | Черв.            | Лип.             | Серп.            | Вер.             | Жовт.            | Лист.            | Груд.            |                  |
| Середній максимум, °C                         | 5,45             | 7,23             | 11,74            | 16,18            | 21,87            | 24,52            | 23,55            | 22,98            | 18,96            | 14,33            | 8,46             | 4,89             |                  |
| Середня температура, °C                       | −0,12            | 1,65             | 6,16             | 10,60            | 16,32            | 18,92            | 20,14            | 19,54            | 15,54            | 10,91            | 5,05             | 1,50             |                  |
| Середній мінімум, °C                          | −5,69            | −3,9             | 0,60             | 5,04             | 10,73            | 13,36            | 16,72            | 16,14            | 12,14            | 7,50             | 1,63             | −1,95            |                  |
| Норма опадів, мм                              | 39               | 40               | 53               | 65               | 72               | 88               | 84               | 78               | 77               | 72               | 78               | 55               |                  |
| Середньомісячна швидкість вітру, м/с          | 2.12             | 2.40             | 2.70             | 2.70             | 2.50             | 2.20             | 2.20             | 1.90             | 2.00             | 2.00             | 2.20             | 2.20             |                  |
| Середньомісячна сонячна радіація, кДж/м²·день | 3882             | 6592             | 10355            | 14827            | 19087            | 21079            | 21542            | 18914            | 13839            | 8428             | 4325             | 3148             |                  |
| --------------------------------------------- | ---------------- | ---------------- | ---------------- | ---------------- | ---------------- | ---------------- | ---------------- | ---------------- | ---------------- | ---------------- | ---------------- | ---------------- | ---------------- |
| Джерело:                                      |                  |                  |                  |                  |                  |                  |                  |                  |                  |                  |                  |                  |                  |